# Богданов Микола Андрійович
Микола Андрійович Богданов (нар. 18 грудня 1944, Баку, Азербайджанська РСР) — радянський футболіст, захисник.
Народився 18 грудня 1944 року в Баку. Вихованець місцевої футбольної школи ОБО. В основі «Нафтовика» дебютував у сезоні-63. Третій призер першості 1966 року. Всього за шість сезонів у команді з столиці Азербайджану провів 110 лігових ігор, двічі вражав ворота суперників.
1969 року спробував свої сили в київському «Динамо», але не зміг стати повноцінним гравцем основи. Провів лише два матчі в чемпіонаті, ще дев'ять у турнірі дублерів.
Наступний сезон розпочав у ленінградському «Зеніті», деякий час був гравцем команди другої ліги «Машук» (П'ятигорськ), а завершував у складі дніпропетровського «Дніпра».
З моменту появи у клубі став гравцем основного складу. 1971 року, під керівництвом Валерія Лобановського, «Дніпро» став переможцем першої ліги і здобув путівку до еліти радянського футболу. Наступні п'ять років захищав кольори дніпропетровської команди у вищій лізі.
Всього провів у елітній лізі чемпіонату СРСР 253 матчі, у другому за рангом дивізіоні — 61 поєдинок.

## Досягнення
- Третій призер чемпіонату СРСР (1): 1966
- Переможець першої ліги (1): 1971